# Тарасов, Лука Фёдорович
Лука Фёдорович Тарасов (5 февраля 1913 — 18 августа 1990) — командир артиллерийского взвода 137-го гаубичного артиллерийского полка (13-я армия, Северо-Западный фронт) лейтенант. Герой Советского Союза.

## Биография
Родился 5 февраля 1913 года в селе Зарубинка ныне Великобурлукского района Харьковской области. Работал бригадиром в совхозе.
В армии с 1935 года. В 1939 году принимал участие во вступлении советских войск на территорию Западной Украины и Белоруссии. Участник советско-финской войны 1939—1940 годов.
В боях 25 — 27 февраля 1940 вывел свои орудия на прямую наводку и с открытой огневой позиции обстреливал доты противника, разрушив три из них. Звание Героя Советского Союза с вручением ордена Ленина и медали «Золотая Звезда» присвоено 7 апреля 1940 года.
Участник Великой Отечественной войны с июня 1941 года. Участвовал в Сталинградской и Курской битвах, в освобождении Украины, Польши, Германии. После окончания войны продолжал службу. Был тренером по стрелковому спорту. Судья всесоюзной категории (1955).
С 1960 года подполковник Тарасов в отставке. Жил в Москве.
Умер 18 августа 1990 года. Похоронен на Троекуровском кладбище.